# Escarabat de la farina
El cuc o escarabat de la farina (Tenebrio molitor) és una espècie de coleòpter de la família dels tenebriònids, més conegut pel nom de la seva forma larvària. Com tots els insectes holometàbols (metamorfosi completa) segueix un cicle de quatre estadis diferents en la seva vida: ou, larva, pupa i imago. Com a detritívors, es poden alimentar d'insectes morts o femta, a part de plantes, llavors i fulles caigudes. En l’actualitat s'està introduint en la dieta humana i en els pinsos per al bestiar, ja que presenta un perfil nutricional ric en macronutrients i micronutrients. La introducció d’aquest en la dieta es fa de forma subtil, principalment en forma de farina obtinguda de les larves, pel fet que en els països occidentals el consum d’insectes està estereotipat. És un aliment segur i beneficiós, però malgrat això, també presenta riscos, en ser un organisme portador de microorganismes que poden ser patògens per humans o animals, així com per la possibilitat d'aparició de noves al·lèrgies.

## Cicle biològic

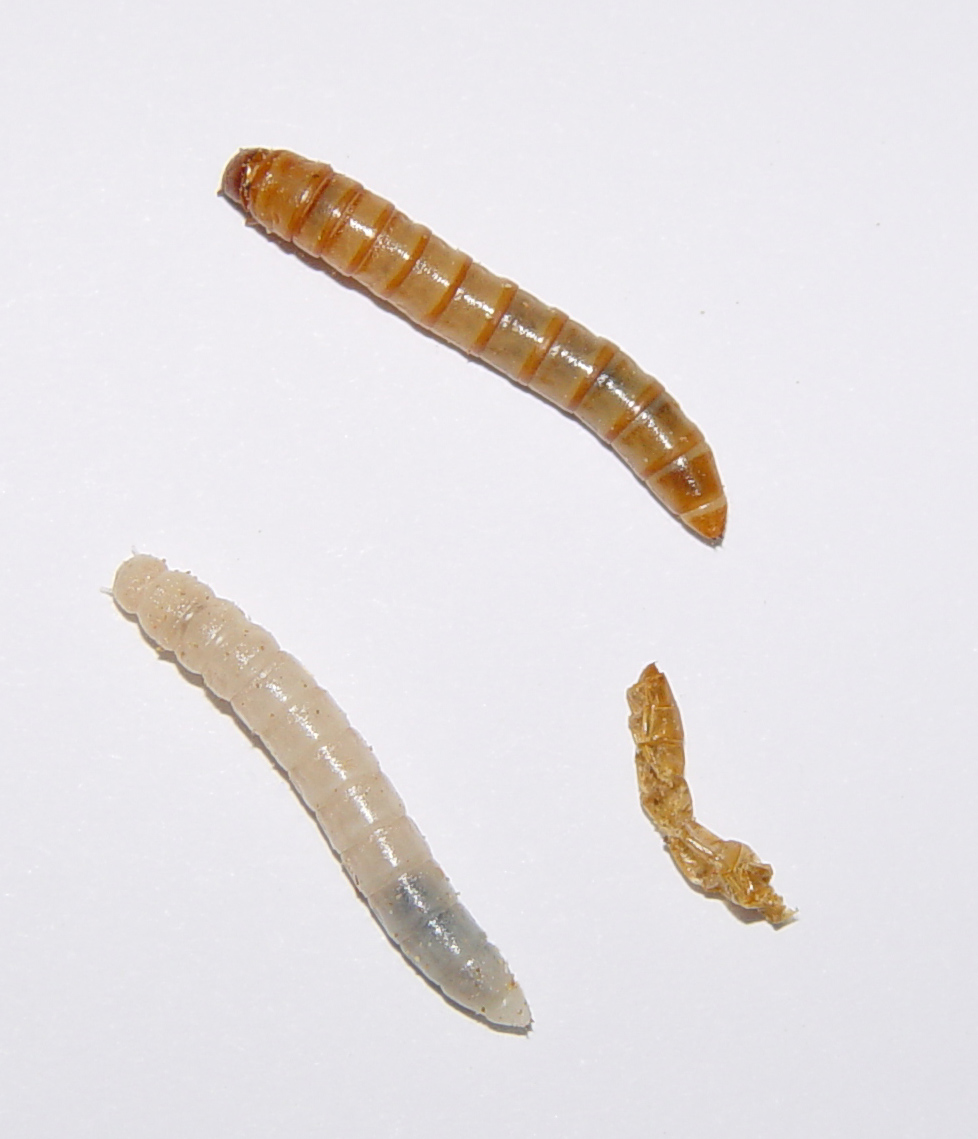
Larves de Tenebrio molitor, abans (color blanquinós) i després de mudar la capa de quitina (color marró).

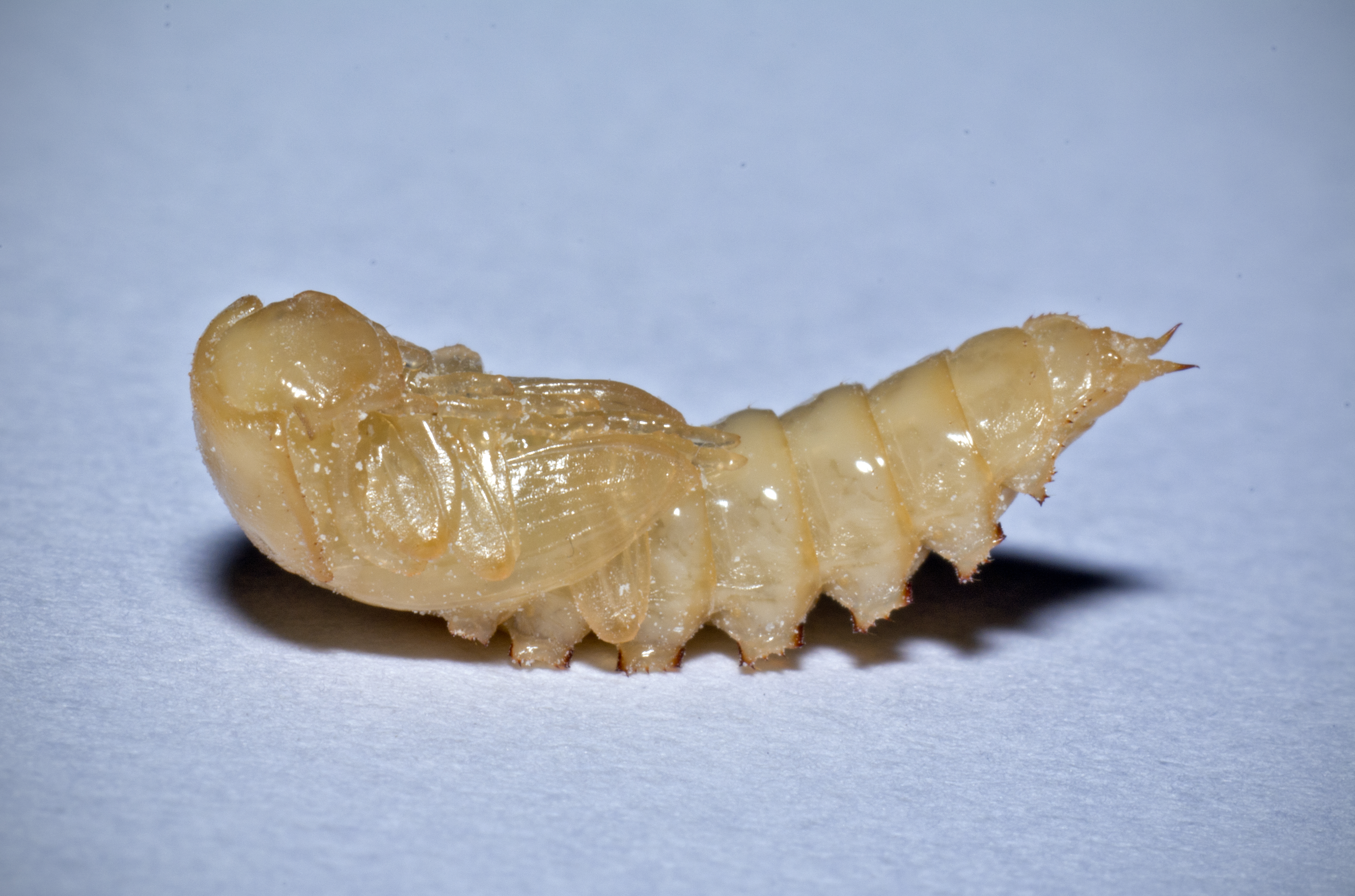
Tenebrio molitor en fase de pupa.

Tenebrio molitor presenta un cicle biològic format per 4 fases principalment. Tindrà una durada de 6 mesos, que seran equivalents a 125 dies.

### Ou
Fase inicial del cicle. L'eclosió es donarà en un període de 6-10 dies passada la posta. D'aquest ou sortirà una petita larva blanquinosa que no serà visible a ull nu i que a poc a poc, anirà patint una dessecació de la quitina de l'exoesquelet fins a adquirir una tonalitat marronosa.

### Larva
Segona fase del cicle biològic, que té lloc després de l'eclosió de l'ou. La larva creixerà ràpidament mentre du a terme el que es coneix com a procés de muda, en la qual l'insecte es desprendrà de la capa vella de quitina, donant lloc a què es formi una nova capa de quitina, que anirà rodejant la larva fins a adquirir les característiques típiques de Tenebrio molitor.
La muda començarà amb una capa inicial de quitina caracteritzada per ser tova, humida i de color blanquinós. Aquesta, s'anirà endurint a poc a poc, i és per això que podem distingir dos tipus de larves en funció del moment del cicle biològic en el qual aquestes es trobin, sent les blanques les que es troben en el principi d'aquesta segona fase, i les de coloració marronosa i ataronjada, aquelles que ja estan preparades per entrar a fase de pupa.
A les larves els agrada la foscor i estar subjectes a algun substrat. Experimenten fins a quinze mudes de la cutícula, fins que no és prou àmplia per contenir les seves vísceres. En la seva última muda perd la pell i s'enrosca per a formar la pupa. L'estat larvari dura aproximadament dos mesos.

### Pupa
Un cop finalitzada la fase larvària, les larves perden la seva capa de quitina, i es dona lloc la tercera fase del cicle: pupa. Aquesta es caracteritza per ser de color blanquinós en un primer moment, i amb el pas de les hores i els dies, a mesura que maduri, es diferenciaran marques d'un color vermellós que correspondran als futurs ulls, antenes, potes i tòrax.
En condicions adequades de temperatura, humitat i oxigenació tindrà una durada de dos dies, els quals tindran lloc entre el setè i novè dia del cicle aproximadament. Tanmateix, cal mencionar que si aquestes condicions no fossin les adients, l'estadi de pupa podria durar fins a trenta dies, o fins i tot, podria donar lloc a la mort de l'organisme.

### Adults
Fase final del cicle biològic de l'insecte. La fase adulta equival a la forma morfològica típica d'escarabats, tot i que aquesta fase també es pot conèixer com a imago. S'inicia en el moment en el qual l'insecte surt de la fase pupa.
En un primer moment, l'adult serà de color blanquinós, a causa novament, de les característiques de la quitina que l'envolta. Aquesta, a mesura que passa el temps anirà adquirint un to marronós, fins que finalment, aproximadament una setmana més tard, s'assequi i assoleixi una tonalitat marronosa-negra i un exoesquelet dur que li oferirà protecció a l'escarabat.

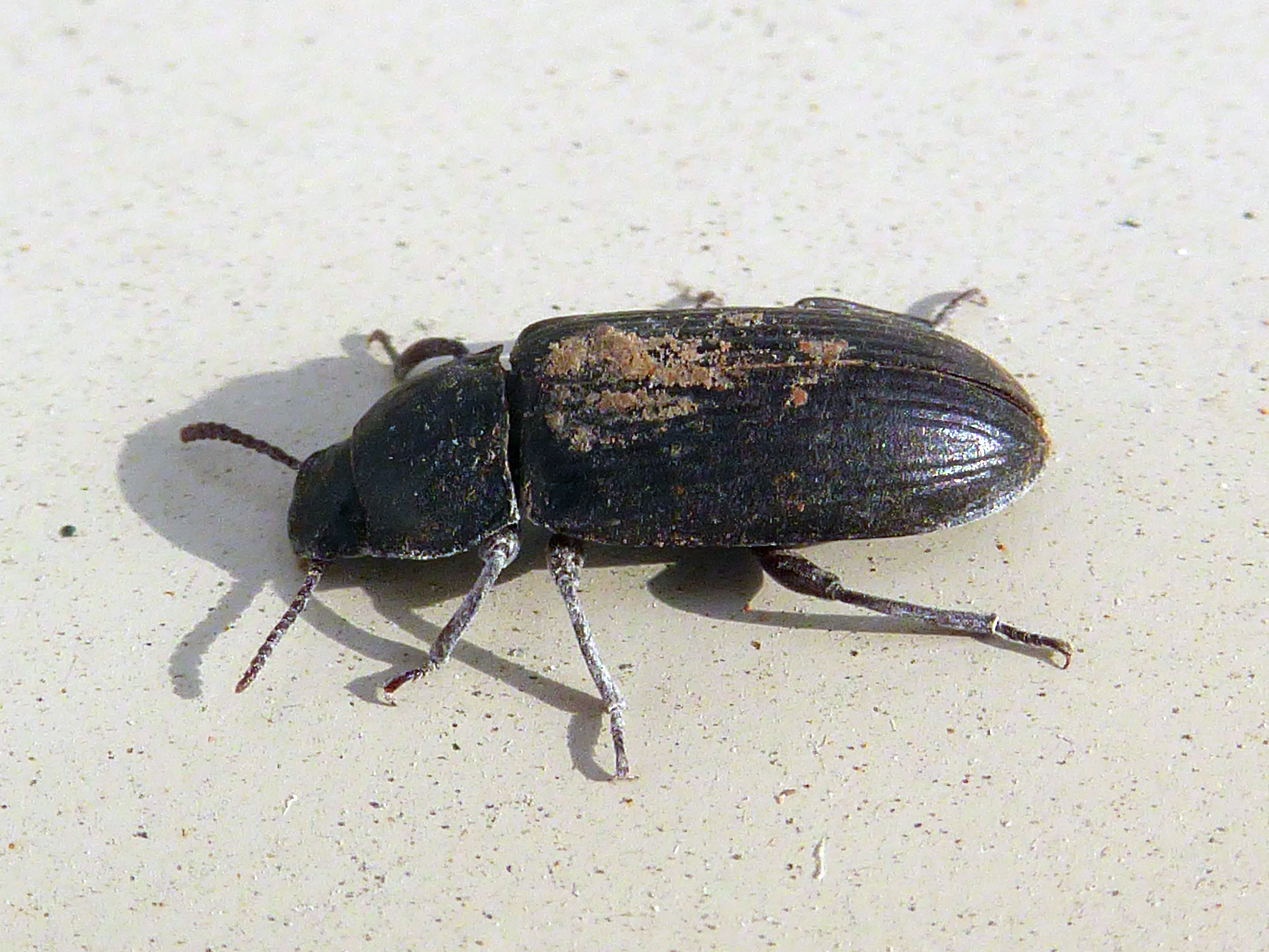
Tenebrio molitor en fase adulta.

En aquest punt, els adults de Tenebrio molitor ja seran sexualment madurs amb plenes facultats reproductores, on tindran major activitat reproductora els 25 primers dies. Presenten reproducció sexual amb sexes diferenciats, malgrat que a simple vista resulti difícil diferenciar mascles i femelles. Com tots els escarabats, tenen les ales anteriors endurides i gairebé no poden volar. En la cria particular no és recomanable utilitzar-los com aliment a causa de la seva duresa.
Es posarà fi al cicle quan l'escarabat s'aparelli i pongui ous, per tal que el cicle torni a donar-se novament. Els mascles comencen a perseguir a les femelles fins que aquestes s'aturen. El mascle munta la femella, enrotllant la punta del seu abdomen sota el seu cos i introduint-la en la femella a manera de penis. Després, el mascle ejacula un paquet de semen fins als oviductes de la femella. Dies més tard de la còpula la femella dipositarà entre 70 i 170 ous que desclouran abans dels deu dies. Els adults viuen 3 o 4 setmanes i gairebé no ingereixen aliment.

## Ús en alimentació
Al llarg de la història els insectes han estat presents en la dieta humana, aquest consum es coneix com a entomofàgia. En l’actualitat, aquesta pràctica es dona principalment en països asiàtics, de sud Amèrica i africans. Als països occidentals és una pràctica poc freqüent i molt estigmatitzada. No obstant això, durant l’última dècada s'han buscat formes d’introduir els insectes en les dietes occidentals, amb l'objectiu d’obtenir aliments que puguin cobrir les necessitats nutricionals de la població, que està en continu creixement. En conseqüència, hi ha una necessitat per trobar fonts alternatives a aquests aliments que tenen una predicció futura de possible esgotament en altres espècies abundants i riques en nutrients, i en particular, en aliments proteics per a la dieta humana i pinsos per al bestiar. D'aquesta manera, s'aconsegueix reduir l'impacte ambiental de la indústria alimentària, per fer front al canvi climàtic, ja que la cria massiva d'animals es veu reduïda, i, per tant, pot portar a una producció ambientalment sostenible per a l'alimentació humana. La introducció dels insectes en la dieta, tant humana com animal, solucionaria part d’aquesta problemàtica, ja que tenen un alt valor nutricional i un baix impacte ambiental associat. Però no va ser fins al gener del 2018 que la Unió Europea va establir un reglament en el qual es consideraven els insectes com un nou aliment a Europa i es regulava la seva comercialització.
Per promoure el consum d’insectes i evitar la negativa del consumidor, cal que l’addició en la dieta es faci de manera subtil, i és per això que s'opta per addicionar-los en productes alimentaris que s'elaborin a partir de farines com per exemple el pa o galetes, tot i que també es poden addicionar a productes carnis com les salsitxes. Aquesta addició fa augmentar el contingut proteic i disminuir el d'hidrats de carboni, permetent a més a més, elaborar productes sense gluten.
Tenebrio molitor és una de les 2000 espècies d'insectes comestibles de tot el món que es proposa com a possible solventador, ja que les seves larves ja es fan servir actualment per alimentar bestiar i animals de companyia, presentant-se com a una alternativa rica en proteïnes a considerar per a l'alimentació tant present com futura.

### Preparació
La farina de Tenebrio molitor s'obté de les larves i s'utilitza principalment en pinso per animals. El procés per aconseguir aquesta farina ha de garantir la seguretat alimentària alhora que conserva les propietats nutricionals. L’escarabat es pot sacrificar de dues formes per congelació o per escalfament, i tot seguit es pot escaldar, aquest pas permet mantenir millor les propietats nutricionals i alenteix la proliferació bacteriana que es pugui donar posteriorment. A continuació hi ha un procés d'assecament, que permet eliminar l’alt contingut d'aigua de les larves, que podria deteriorar el producte, el percentatge final hauria de ser del 4-5%. Aquest procés es pot fer de diferents formes com per exemple al forn, al buit, per congelació o usant microones. Finalment, després de l’assecatge les larves es trituren.

#### El potencial deT. molitoren productes farinacis
Per veure quins beneficis té l’addició d’insecte en els productes farinacis s'estan fent diferents estudis en els quals es comparen i avaluen les propietats nutricionals de productes elaborats tradicionalment amb els productes elaborats amb insectes.
En un d’aquests estudis es van elaborar galetes amb la farina de larves de T. molitor i en un altre es va utilitzar aquesta farina per enriquir el pa. En ambdós es va observar que el contingut proteic augmentava significativament. Però també es van detectar diferències: en les galetes el contingut lipídic i el valor energètic no variaven gaire, tot i que en el pa el contingut de greixos augmentava significativament. En les galetes també es va veure que disminuïa el midó de digestió ràpida i augmentava el midó de digestió lenta, augmentant a més a més, l’activitat antioxidant. En cap cas l’addició d’aquesta farina va canviar significativament les propietats organolèptiques i funcionals del producte, ja que únicament es va considerar un enfosquiment de la coloració d’aquest.

## Perfil nutricional
Els insectes són una font important de macronutrients (proteïnes i lípids) i micronutrients (aminoàcids, vitamines i minerals). Això fa que siguin aliments amb un alt valor nutricional i que es poden utilitzar com a alternativa a la carn. És per això que en l’actualitat s'està promovent el consum d’insectes en països occidentals, ja que en aquests hi ha barreres culturals i psicològiques que fan que el consum d'insectes estigui mal vist.
En el cas del Tenebrio molitor els perfils nutricionals varien en les diferents etapes del cicle. Malgrat això, no és l’únic factor que els pot fer variar, pel fet que l'alimentació dels escarabats, l'ambient de cria, la cocció i les condimentacions també poden alterar el perfil nutricional. En totes les etapes del cicle, els macronutrients més abundants on les proteïnes i els lípids. Destaquen els valors de zinc, magnesi, niacina, pirodina i vitamina B12. També es poden considerar una bona font d'aminoàcids essencials, a més el valor d'aquest és relativament constant en totes les etapes del cicle.
| Aigua (g)                        | 61    | 62    | 62.1  | Calci (mg)   | 43   | 150  | 24   | Vitamina A (UI)   | 29   |
| Hidrats de carboni (g)           | -     | 3.61  | -     | Ferro (mg)   | 1.68 | 1.89 | 2.87 | Vitamina E (UI)   | 0.99 |
| Proteïna (g)                     | 12.01 | 17.85 | 24.13 | Potassi (mg) | 355  | 337  | 368  | Vitamina C (mg)   | 1.8  |
| Lípid total (g)                  | -     | 13.07 | 7.1   | Magnesi (mg) | 86   | 92   | 69   | Vitamina B12 (𝝻g) | 0.3  |
| Àcids grassos saturats (g)       | -     | 2.2   | -     | Zinc (mg)    | 3.9  | 4.33 | 4.86 | Tiamina (mg)      | 0.18 |
| Àcids grassos monoinsaturats (g) | -     | 2.51  | -     | Sodi (mg)    | 55   | 50   | 66   | Piridoxina (mg)   | 0.7  |
| Àcids grassos poliinsaturats (g) | -     | 2.85  | -     | Fòsfor (mg)  | 300  | 368  | 295  | Niacina (mg)      | 4.1  |
| Fibra (g)                        | -     | 8     | 2     | Iode (𝝻g)    | -    | 17   | 22   | Biotina (𝝻g)      | 33.5 |

## Al·lèrgies
Incorporar insectes a les dietes vol dir que les proteïnes aportades per aquests compleixen els requisits de seguretat toxicològica i microbiològica. No obstant això, s'ha de tenir en compte que és de vital importància determinar el risc al·lergènic de l'addició de nous productes alimentaris a les dietes humanes i animals.
Els estudis d'al·lèrgies relacionades amb Tenebrio molitor són limitats, i en la majoria d'aquests es creu que les al·lèrgies són causades per principis de sensibilització creuada a proteïnes relacionades amb l'al·lergen. Els principals al·lèrgens dels insectes són la tropomiosina i l'arginina-quinasa. Aquesta sensibilització creuada és causada perquè els insectes estan relacionats filogenèticament amb altres artròpodes, motiu pel qual es creu que l'escarabat de la farina podria arribar a compartir similituds en els aminoàcids o presentar estructures molt semblants amb crustacis o aràcnids. Aquest reconeixement creuat pot donar lloc a la resposta per IgE, tot i que allò que el sistema immunitari de l'hoste reconeixerà com a estrany i sobre el qual actuarà, no és l'al·lergen de l'artròpode. Es destaca la relació amb la gambeta, ja que s'ha vist que pacients que presenten reaccions al·lèrgiques a aquest crustaci, també han desenvolupat una reacció en consumir aliments on hi ha presència d'escarabat de la farina.

## Contaminació

### Microbiològica
Hi ha diferents paràmetres microbiològics que s'utilitzen durant el processament com a control de les mesures de neteja i per comprovar l'estat del producte, un dels riscos que presenta el consum d'aliments derivats d'insectes és que hi pot haver microorganismes, que poden ser o no patògens pel consumidor. Molts d'aquests microorganismes provenen de l'intestí dels insectes el qual no és eliminat durant el procés d'elaboració, això pot esdevenir en una transferència d'aquests microorganismes a humans o animals.
En el cas de Tenebrio molitor pot contenir una gran varietat de microorganismes, des de llevats i fongs fins a bacteris, predominant les enterobacteriàcies. També pot ser infectat per paràsits, actuant com a hoste, un exemple d'això és Hymenolepis diminuta que causa enteritis, anorèxia i irritació intestinal, tant en els humans com en el bestiar. A diferència d'altres productes alimentaris, no pot ser portador dels típics patògens com poden ser Salmonel·la o Listeria monocytogenes.

### Química
Tenebrio molitor conté compostos químics que poden ser nocius per a l'ésser humà. Dintre d'aquests compostos trobem les benzoquinones, que són unes substàncies de defensa segregades pel mateix insecte, i que poden arribar a malmetre els ronyons i provocar càncer, en humans i animals. Poden retenir metalls pesants com poden ser el cadmi, el plom o l'arsènic, en els seus teixits, procedents de la dieta o de l'entorn on es cultiven. A vegades també presenten resistències a antibiòtics que faciliten la presència de microorganismes contaminants en l'insecte.

## Mesures de control
Per poder controlar la transmissió de malalties, un dels principals objectius és la millora de les defenses de l'insecte, per aconseguir reducció de la probabilitat d'infecció.
Actualment, s'estudien diferents maneres de solucionar aquest problema. Una de les formes és la millora de l'estat de la cutícula, de manera que els escarabats més foscos presenten una cutícula més gruixuda i això fa que siguin més resistents, i que en conseqüència, hi hagi menys probabilitat que aquesta sigui travessada per patògens externs.
Hi ha diferents factors que intervenen en la foscor de la cutícula, com són les temperatures altes i els aliments. Una elevada temperatura pot arribar a tenir alguns efectes negatius sobre el sistema immunitari de l'insecte, i per tant, haurà de ser un paràmetre amb el qual s'haurà d'anar amb compte. Per una altra banda, els aliments amb aminoàcids com la tirosina, també tenen un efecte en la foscor de la cutícula, ja que la melanina prové d'aquest aminoàcid. La melanització és un procés important per l'enduriment de la cutícula.

## Altres aplicacions

### Recicladors de plàstic
L'any 2015, un equip d'enginyers de la Universitat Stanford, amb l'ajuda d'investigadors xinesos, va trobar una altra aplicació molt interessant dels cucs de la farina: no únicament poden aportar beneficis a la població presentant-se com a alternativa alimentària, sinó que a més a més, poden tenir una aplicació com a organismes recicladors del plàstic.
Les larves d'aquests insectes poden conviure amb poliestirè i fer-lo servir com a aliment, arribant a consumir-ne entre 34 i 39 mil·ligrams d'aquest al dia. El que poden fer amb aquest plàstic és descompondre una part a diòxid de carboni, i excretar la resta a l'exterior com a femta, la qual a diferència del poliestirè ingerit, sí que serà biodegradable. Per tant, presenten un avantatge molt important, i és que poden biodegradar plàstic quan aquest es troba present a les seves dietes, i en conseqüència, reduir l'acumulació d'aquest. Aquest procés és possible gràcies als bacteris que es troben als intestins d'aquests insectes, ja que són aquests els que presenten aquesta capacitat d'aprofitament de, en aquest cas, el poliestirè.
Cal tenir en compte que en tot moment es garanteix el benestar dels cucs. Els investigadors afirmen que aquells que inclouen escuma de poliestirè i altres derivats d'aquest, són tan saludables com aquells que creixen a base d'una dieta normal.
La contaminació i acumulació de plàstic és un dels problemes mediambientals més preocupants d'avui dia, i aquests organismes es presenten com a una font potencial amb aplicacions tant pel reciclatge com per a la resolució de problemes de contaminació. Tenebrio molitor, per tant, es presenta com a una possible eina per poder trobar noves opcions i alternatives per a dur a terme una degradació segura de residus de plàstics.